# Salvador Cabañas
Pour les articles homonymes, voir Cabañas.
Salvador Cabañas Ortega, né le 5 août 1980 à Asuncion, est un footballeur paraguayen.
Il jouait au poste d'attaquant avec l'équipe du Paraguay et le club mexicain de Club América. 
Il est le meilleur buteur de la Copa Libertadores en 2007 et 2008 et est élu meilleur footballeur sud-américain de l'année en 2010,,.
Il est victime le 25 janvier 2010 d'une tentative d'assassinat. Gravement blessé d'une balle dans la tête lors d'une agression par trafiquant de drogue dans un bar. Actuellement hors de danger, mais avec des dommages permanents évidents, il ne peut pas reprendre sa carrière de footballeur de haut niveau.

## Biographie
Le 25 janvier 2010, il est gravement blessé d'une balle dans la tête, alors qu'il se trouve dans un bar de Mexico, à la suite d'une bagarre avec un trafiquant de drogue.
L'international paraguayen a rejoué pour la première fois depuis sa blessure mercredi 11 août 2011, lors d'un match amical entre son club et sa sélection. L'America de Mexico et le Paraguay ont fait match nul (0-0) au Stade Aztèque. Mais le résultat n'avait aucune importance. L'objectif était de rendre hommage à Salvador Cabanas, de retour sur les terrains. Après des mois de soins et de rééducation, Cabanas, international depuis 2004, voit enfin le bout du tunnel et a donc rechaussé les crampons. En douceur, puisqu'il n'a joué que dix minutes pour chaque équipe. À l'entrée sur le terrain, tous les joueurs portaient son no 10, et l'inscription « je vais bien », la première phrase que Cabanas a prononcé lorsqu'il est sorti du coma artificiel. Le Paraguayen espère reprendre le football de haut niveau. Mais il a toujours la balle logée dans son cou, les médecins n'ayant pas voulu prendre le risque de la retirer.
En janvier 2012, il revient dans son club de 12 de Octubre FC en Tercera División (D3) (en). Il a repris la compétition officielle en avril 2012 lors de la victoire 2-0 contre le Club Martín Ledesma (en). Il aide même son club à être champion de Tercera División.
En février 2013, il signe pour le club de General Caballero
En janvier 2014, il annonce qu'il pense prendre sa retraite de joueur car il ne joue plus. Il a eu des contacts avec un club mexicain (Murciélagos FC (en)) mais pense s'occuper de son école de football.
Le 1er février, il reprend le football avec son ancien club du 12 de Octubre FC, il travaille avec ses parents en faisant et vendant du pain autour de Parati, Ypacaraí et San Bernardino. Sa femme s'occupe seule de ses enfants (James et Mia Ivonne) dans un manoir luxueux à Asuncion. Alors qu'il devait faire son premier match le 16 février, il est annoncé qu'il est hors de forme et doit continuer à travailler physiquement.
Le 19 mars 2014, il est annoncé qu'il sera présenté le 1er avril comme recrue du club de Série D (D4) de Tanabi (en). Le président du club ayant appris ses déboires financiers, il décide de l'aider. Il y signera un contrat de 3 mois avec un salaire important pour cette division .
En 2014, il assure qu'il allait signer un contrat avec Manchester United avant son agression.

## Carrière

### En club
- 1998-2001 : 12 de Octubre FC -  Paraguay
- 1999 : →Club Guaraní (prêt) -  Paraguay
- 2001-2004 : Audax Italiano -  Chili (53 matchs-29 buts)
- 2003-2006 : Jaguares de Chiapas -  Mexique (93 matchs-59 buts)
- 2006-2010 : Club América -  Mexique (68 matchs-52 buts)
- 2012 : 12 de Octubre FC -  Paraguay
- 2013 : General Caballero -  Paraguay
- février-avril 2014 : 12 de Octubre FC -  Paraguay
- avril-juin 2014 : Tanabi (en) -  Brésil

### En équipe nationale
Il fait ses débuts internationaux en juin 2004 contre l'équipe de Bolivie.
Cabañas participe à la coupe du monde 2006 avec l'équipe du Paraguay.

## Palmarès

### En club
- Primera División :
  - Vice champion de la  Clausura 2007 (Club América).
- Tercera División (D3) (en) :
  - Champion en 2012 (12 de Octubre FC).

### Individuel
- 2004-2010 : 44 sélections avec l'équipe du Paraguay (10 buts)
- Meilleur buteur de la Clausura mexicaine 2006 (Jaguares de Chiapas).
- Élu Meilleur joueur sud-américain de l'année en 2007
- Meilleur buteur de la Primera División chilienne 2003 (Audax Italiano).